# Morti nell'821
| Questa pagina contiene informazioni ricavate automaticamente dalle voci biografiche con l'ausilio del template Bio e di un bot. L'aggiornamento è periodico e automatico e ricostruisce completamente la pagina. Se manca una persona in questa lista, sei pregato di non aggiungerla, ma accertati piuttosto che la sua voce biografica contenga il template Bio e che i dati anagrafici siano correttamente compilati. Se il template Bio manca, inseriscilo tu stesso o, in alternativa, metti l'avviso {{tmp\|Bio}} che ne segnala la mancanza. Se i dati riportati sono sbagliati, correggi direttamente la voce biografica; le modifiche saranno visibili in questa lista entro pochi giorni. Per chiarimenti vedi il progetto biografie. La lista contiene solo le 9 persone che sono citate nell'enciclopedia e per le quali è stato implementato correttamente il template Bio. Pagina aggiornata al 13 gen 2025. |

- 24 gennaio - Arno, arcivescovo tedesco
- 12 febbraio - Benedetto d'Aniane, monaco cristiano visigoto
- Adriano d'Orléans, sovrano
- Borna di Croazia, sovrano croato
- Teodoto I di Costantinopoli, arcivescovo bizantino
- Cenwulf di Mercia, sovrano anglosassone
- Sclaomir, sovrano obodrita
- Teodulfo, poeta, teologo e vescovo franco
- Artrí mac Cathaill, re